# 協和村 (長野県)
協和村（きょうわむら）は、長野県北佐久郡にあった村。明治初年に編成され、昭和の大合併で消滅した。現在の佐久市協和にあたる。

## 地理
- 河川：鹿曲川、八丁地堰

## 歴史

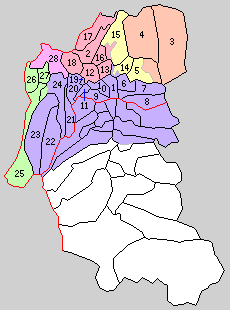
北佐久郡（町村制施行時）
1.岩村田町 2.小諸町 3.東長倉村 4.西長倉村 5.伍賀村 6.平根村 7.三井村 8.志賀村 9.高瀬村 10.中佐都村 11.中津村 12.三岡村 13.南大井村 14.御代田村 15.小沼村 16.北大井村 17.大里村 18.川辺村 19.五郎兵衛新田村 20.南御牧村 21.布施村 22.春日村 23.協和村 24.本牧村 25.芦田村 26.横鳥村 27.三都和村 28.北御牧村
現在の行政区画
紫：佐久市 赤：小諸市 桃：東御市 橙：軽井沢町 黄：御代田町 緑：立科町

- 1876年（明治9年） - 近世以来の佐久郡小平村・比田井村・天神林村・片倉村・高呂村・大谷地新田・三ツ井村が合併して協和村となる。
- 1879年（明治12年）1月4日 - 郡区町村編制法の施行により北佐久郡の所属となる。
- 1889年（明治22年）4月1日 - 町村制の施行により、協和村が単独で自治体を形成。
- 1959年（昭和34年）8月1日 - 本牧町・布施村・春日村と合併して望月町が発足。同日協和村廃止。

## 交通

### 道路
- 国道142号

## 人物
- 比田井天来 - 書家。1872年、片倉生まれ。
- 渡辺静 - 野球選手。1923年生まれ。